# 브라운관

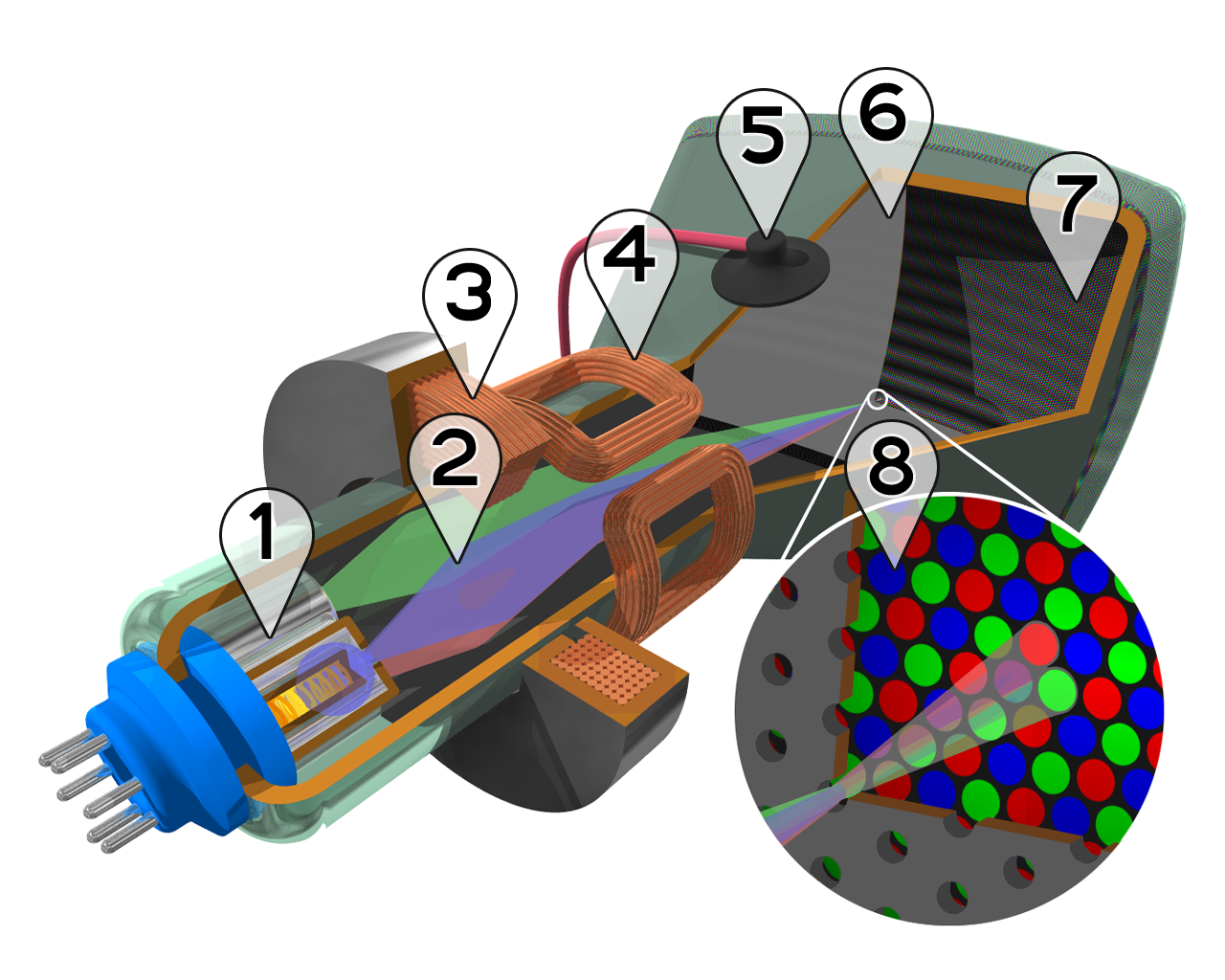
색 방식의 브라운관 절단면:
1. 세 개의 전자총 (빨강, 초록, 파랑 형광점)
2. 전자선
3. 집속 코일
4. 굴절 코일
5. 양극(애노드) 접속
6. 나타나는 영상의 빨강, 초록, 파랑 부분을 위해 전자선을 분리하기 위한 마스크
7. 빨강, 초록, 파랑 영역의 형광층
8. 형광체로 둘러싸인 화면 내부를 확대한 모습

브라운관(독일어: Braunsche Röhre), 또는 음극선관(陰極線管, cathode-ray tube, 약자 CRT)은 하나 이상의 전자총과 인광 화면을 포함하는 진공관으로, 영상을 표시하는데 사용된다. 전자를 쏘아 마스크에 충돌시켜 화면을 보여주는 장치로, 가장 역사 깊은 화면 장치이다. 독일의 물리학자 카를 페르디난트 브라운이 발명하여 초기에 브라운관이라 불리던 것이 일본어에 정착된 이후 대한민국에서는 브라운관이라고 불린다. 텔레비전 수신기에서 브라운관을 이루는 진공관과 음극을 일컫기도 한다. 아주 낮은 압력 아래 가스로 채운 관으로 된 전기적 고안품으로, 음극으로부터 방출된 전자의 흐름은 형광면을 때리면서 빛을 낸다.

## 역사

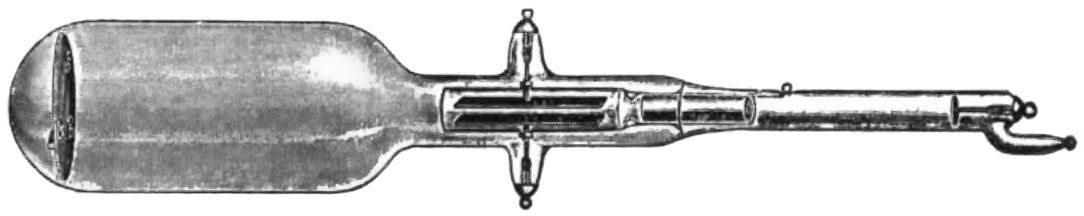
브라운의 오리지널 냉음극 CRT (1897년)

음극선들은 1869년 요한 히토르프가 원초적인 크룩스관에서 발견하였다. 어떠한 알 수 없는 선들이 관(튜브)의 빛나는 벽에 그림자를 주사할 수 있는 음극으로부터 발산되는 것을 관찰했는데, 이 선들은 직선으로 오가고 있었다. 1890년, 아서 슈스터는 음극선들이 전기장에 의해 방향을 바꿀 수 있음을 입증했으며, 윌리엄 크룩스는 이들이 자기장에 의해 방향을 바꿀 수 있음을 보여주었다. 1897년, J. J. 톰슨은 음극선의 질량 측정에 성공했으며, 이들이 원자 보다 작은 음전하 입자들, 즉 아원자 입자들(나중에 전자로 불리게 됨)로 이루어져 있음을 보여주었다. 최초의 CRT 버전은 독일의 물리학자 페르디난트 브라운이 1897년 발명한 브라운관으로 알려져 있었다. 이것은 인광체로 코팅된 화면을 갖춘 크룩스관의 수정판인 냉음극 다이오드였다.

## 구성 요소

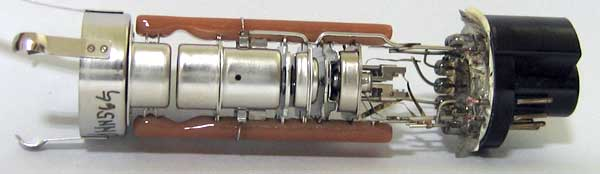
전자총

### 음극
도체 둘을 떨어뜨려 놓고 전압을 걸어주면, 음극 쪽에 전자가 많기 때문에 전자가 방출된다. 이는 진공관의 원리와 같다. 전자총에서 나간 전자가 자기장에 의해 휘고 그림자 마스크의 한 점에 부딪힌다. 완성된 화면을 그리기 위해서 점을 찍어 나간다. 이를 주사(走査, 영어: scanning 스캐닝[*])라고 한다.

### 섀도우 마스크
섀도우 마스크는 형광물질이 있어 전자가 부딪히는 순간 빛이 나간다. 컬러 화면의 차이점은, 한 단위 셀에 빛의 삼원색의 형광물질이 칠해진 세 구역이 있어, 세 점을 때리면서 색을 조정하게 되어 있다. 색의 병치 혼합 때문에 멀리서 보면 색이 섞여 보인다.
한 점에서 쏘는 전자총 때문에 곡면의 브라운관이 필요했지만 기술의 발달로 평면 텔레비전이 등장하였다. 마찬가지 이유로 날아가는 거리를 확보하기 위해 앞뒤 길이가 길어야 하지만 강한 자기장을 통해 짧은 거리에서 가속을 시킨다. 입자 가속기와 기본적으로 같은 원리로 동작한다.

### 비월 주사 방식과 프로그레시브
한 화면을 만들 때 주사를 줄마다 하는 것보다 한 줄씩 건너뛰어 홀수 행에 주사한 뒤, 짝수 행에 다시 주사를 하면 화면을 더욱 효과적으로 만들 수 있다. 이를 일컬어 비월 주사 방식이라 한다.

## 관련 특허
- U.S. Patent 1,691,324 보관됨 2016-04-10 - 웨이백 머신 : Zworykin Television System

## 같이 보기
- 액정 디스플레이